# Invasione delle Åland

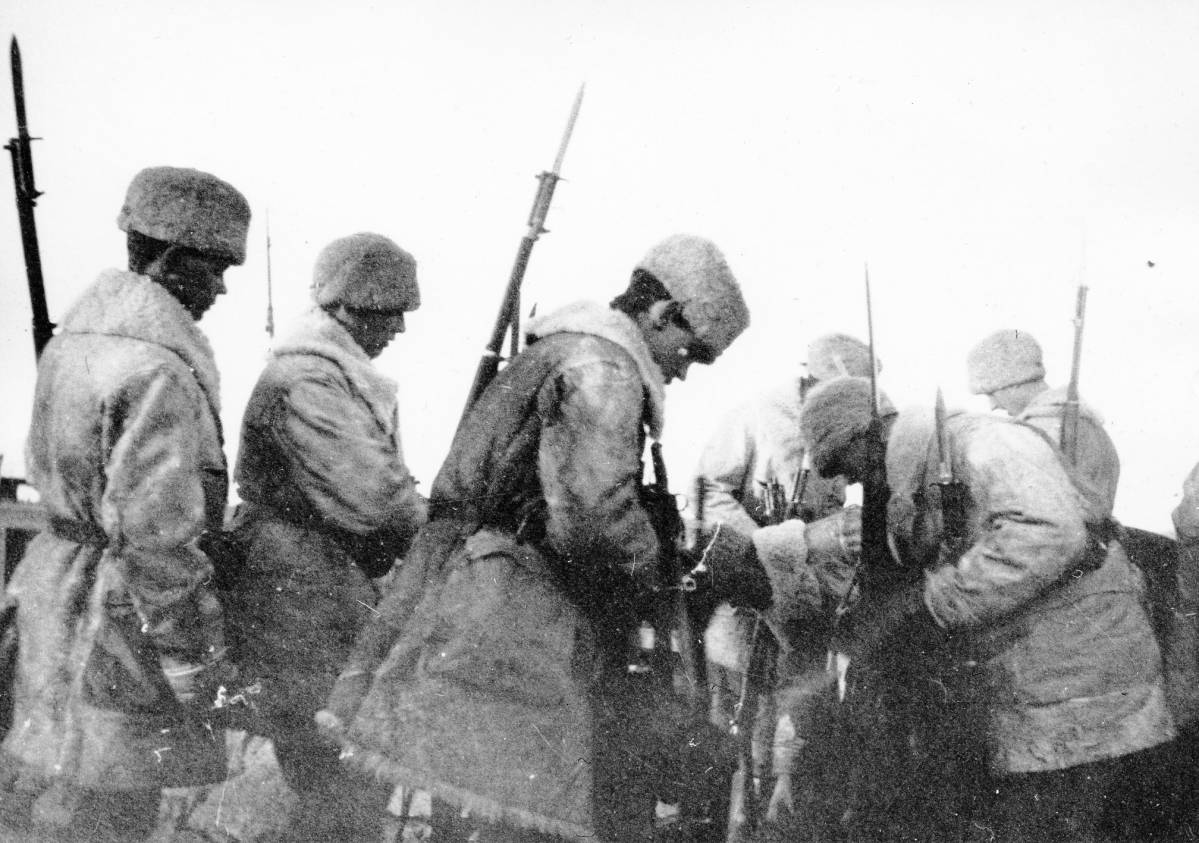
Le truppe svedesi disarmano i sovietici nel villaggio di Degerby

L'invasione delle Isole Åland, in Finlandia, fu una campagna militare del 1918 della prima guerra mondiale. Le isole occupate dall'Unione Sovietica (Russia sovietica) furono inizialmente invase dal Regno di Svezia alla fine di febbraio e poi dall'Impero tedesco all'inizio di marzo. Il conflitto era anche legato alla guerra civile finlandese, compresi i combattimenti minori tra i Bianchi Finlandesi e i Rossi finlandesi.
Mentre la Germania prendeva il controllo delle Isole Åland nel marzo 1918, le truppe russe furono catturate e le truppe svedesi lasciarono le isole entro la fine della guerra civile finlandese a maggio. I tedeschi rimasero nelle Isole Åland fino al settembre 1918. La disputa delle Isole Åland fu poi decisa alla Conferenza di Pace di Parigi nel 1919 e dalla Società delle Nazioni nel 1920. La convenzione di Åland fu finalmente firmata nel 1921 per ristabilire lo stato demilitarizzato di Åland come parte autonoma della Finlandia.

## Antefatto
Le isole Åland si trovano nel nord del Mar Baltico tra Svezia e Finlandia. La popolazione è di lingua svedese, ma dopo il trattato di Fredriksham del 1809 le isole furono cedute all'Impero russo insieme a una vasta maggioranza delle aree di lingua finlandese della Svezia, diventando il Granducato di Finlandia, una parte autonoma dell'Impero russo. A seguito del trattato di Parigi del 1856, dopo guerra di Crimea, le isole Åland furono smilitarizzate. Mentre scoppiava la prima guerra mondiale nel 1914, l'impero russo trasformò le isole in una base sottomarina a favore delle marine britanniche e russe. Il 25 luglio 1916, il dirigibile tedesco SL9 attaccò il porto di Mariehamn e bombardò le barche del quinto squadrone sottomarino russo e la nave madre Svjatitel Nikolai, causando la morte di 7 marinai russi.
Il governo russo iniziò a costruire fortificazioni, in accordo con gli alleati, Francia e la Gran Bretagna, al fine di prevenire l'invasione tedesca. Le isole Åland furono fortificate con 10 batterie di artiglieria costiera, diverse guarnigioni, banchine e due campi di aviazione. La Svezia, tuttavia, considerava le strutture troppo pesanti per la semplice difesa delle isole. Il governo temeva un possibile attacco dalle Isole Åland e vide che il paese, inizialmente neutrale, venne messo sotto pressione per unirsi alle potenze alleate.

## Scoppio della guerra civile finlandese
Quando la Finlandia ottenne l'indipendenza dalla Russia nel dicembre del 1917, nelle isole Åland fu creato un movimento per unirsi alle isole in Svezia. Il governo svedese ebbe un'udienza con una delegazione delle Åland, chiedendo un intervento sulla questione. Dopo la guerra civile finlandese iniziata alla fine di gennaio 1918, il primo ministro svedese Johannes Hellner e il re Gustaf V ebbero un'udienza con una delegazione delle Isole Åland l'8 febbraio. Secondo la delegazione, era stato organizzato un referendum nelle Isole e una larga maggioranza del 95% era favorevole all'unione con la Svezia. La delegazione chiese l'intervento sulla causa e chiese aiuto al governo svedese contro il disordine delle truppe russe. Anche la stampa svedese insistette sulla necessità dell'intervento per cause umanitarie. Dall'inizio della guerra, il governo aveva già evacuato più di 1 000 cittadini svedesi dal continente finlandese attraverso la città costiera della costa occidentale di Pori.
La guerra civile finlandese si estese alle Isole Åland il 10 febbraio, mentre una squadra di 460 membri della Guardia Bianca, guidati dal capitano Johan Fabritius, della regione di Vakka-Suomi sbarcò sulle isole. Il gruppo era fuggito tre giorni prima dalla città di Uusikaupunki e aveva attraversato il ghiaccio del Mare Saaristomeri. Dopo aver raggiunto le Isole Åland, la Guardia Bianca ebbe alcuni scontri minori con i sovietici. Il 14 febbraio, presero la stazione telegrafica di Prästö a Sund, catturando 20 soldati sovietici. I sovietici, tuttavia, non avevano molto interesse nella resistenza, stavano soprattutto aspettando il ritorno a casa.

## L'invasione svedese
Il 13 febbraio, il governo svedese alla fine decise di inviare truppe nelle Isole Åland. Due giorni dopo, un distaccamento navale del rompighiaccio Isbrytaren I, la nave di difesa costiera HSwMS Thor e la truppa SS Runeberg attaccarono Eckerö nella parte svedese delle Isole. Una piccola unità militare sbarcò nelle Isole per proteggere il popolo dalla presunta cattiva condotta delle truppe russe e dalla minaccia violenta degli schieramenti finlandesi della Guerra Civile. La Guardia Bianca presumeva erroneamente che gli svedesi si fossero uniti a loro. Incoraggiati da ciò, conquistarono le batterie di artiglieria a Boxö e Saggö, ma invece di sostenerli, gli svedesi iniziarono le trattative con i russi.
Il negoziato venne interrotto il 17 febbraio, quando un'unità della Guardia Rossa composta da 150 uomini di Turku arrivò alle Åland con il rompighiaccio Murtaja. La loro intenzione era quella di aiutare i russi nella presunta lotta contro gli svedesi e la Guardia Bianca. Nello stesso giorno, i bianchi presero il villaggio di Godby a Finström ma le truppe sovietiche riuscirono a mantenere il villaggio di Jomala e il forte dell'artiglieria di Salis. Due giorni dopo, la Guardia Rossa contrattaccò contro Godby, ma furono respinti. La battaglia di Godby si concluse con 2 bianchi e 3 rossi uccisi, 8 rossi catturati furono successivamente giustiziati. Rimase l'unica battaglia della guerra civile finlandese combattuta nelle Åland.

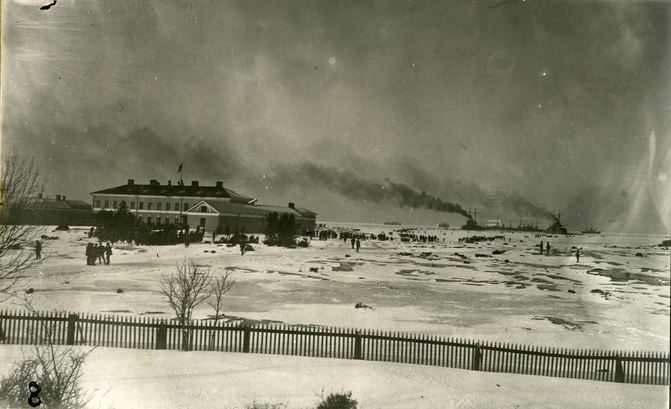
Truppe tedesche che sbarcheranno dalla posta e dalla dogana di Eckerö

Poiché la situazione nelle Isole Åland si era precipitata per l'inizio delle violenze, gli svedesi intervennero con un ordine contraffatto dal comandante della Guardia Bianca, C. G. E. Mannerheim che ordinava alla Guardia Bianca di ritirarsi dalle Åland. In realtà, il generale Mannerheim voleva che i bianchi prendessero il controllo di tutte le isole e quindi lanciassero un'offensiva contro Turku, la capitale rossa della Finlandia sudoccidentale. Dato che i bianchi non conoscevano le reali intenzioni di Mannerheim, seguirono il falso ordine e lasciarono le Åland il 20 febbraio. Quando la Finlandia scoprì la condotta svedese, si opposero rigidamente. Il governo svedese dovette convincerli che il loro scopo non era quello di unire le isole alla Svezia, ma solo di proteggere la popolazione di lingua svedese di Åland.
Il 19 febbraio, l'HSwMS Sverige e l'HSwMS Oscar II che trasportavano una compagnia del reggimento di artiglieria costiera di Vaxholm arrivarono alle Åland per spingere i sovietici a lasciare le isole. Il Comitato centrale della flotta baltica tentò ancora di evitare il conflitto armato e il 22 febbraio il rappresentante politico Vatslav Vorovsky dichiarò che le truppe sovietiche erano disposte a lasciare le Åland. L'ordine di disarmo è stato dato un giorno dopo e il rompighiaccio finlandese Murtaja ha portato a Turku 300 bolscevichi russi e i combattenti della Guardia rossa finlandese. Il 24 febbraio, il battaglione da 500 uomini del Royal Göta Livgarde, comandato dal tenente colonnello G. E. Ros, atterrò ad Eckerö e dal 2 marzo, gli svedesi controllavano tutte le isole, anche se c'erano ancora fino a 1 200 soldati russi disarmati presenti.

## L'invasione tedesca

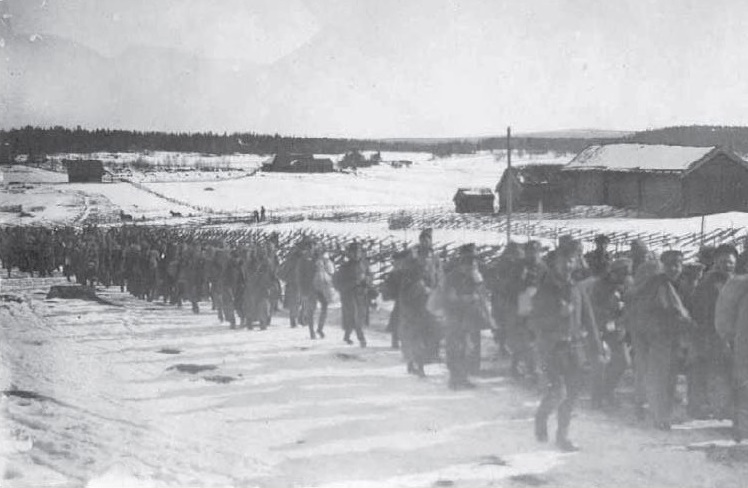
I soviet catturati sono scortati a Eckerö

L'armistizio tra Russia e Germania decadde il 18 febbraio 1918 e i tedeschi lanciarono l'operazione Faustschlag. Ciò includeva l'invasione delle Åland, poiché i tedeschi non sapevano se la Svezia sarebbe rimasta neutrale o si sarebbe unita agli alleati. I tedeschi avevano i loro interessi in Finlandia a causa dell'accesso al Mar Artico e della presenza del paese vicino alla ferrovia di Murmansk e alla capitale bolscevica di San Pietroburgo. Per giustificare l'invasione, la Germania ordinò una richiesta di assistenza militare dai loro alleati in Finlandia. Il messaggio del Senato Bianco che chiedeva l'invasione tedesca di Åland raggiunse Berlino il 22 febbraio. L'intento tedesco era quello di riunire le truppe nelle isole Åland e poi sbarcare nel continente finlandese, nella città della costa occidentale di Rauma. Poiché il ghiaccio nella Baia di Bothnian era troppo spesso, l'arrivo fu effettuato a Hanko, nel sud della Finlandia, dalla Divisione del Mar Baltico nei primi giorni di aprile.
Il 28 febbraio, un'unità navale delle corazzate SMS Westfalen e SMS Rheinland, comandata dall'ammiraglio Hugo Meurer, lasciò Danzica per andare verso le Åland. Le navi trasportavano il Großherzoglich Mecklenburgisches Jäger-Bataillon Nr. 14, sotto il comando del maggiore August Schenck zu Schweinsberg. Il convoglio fu rallentato dal ghiaccio spesso, ma alla fine l'Aalands-Detachement raggiunse Eckerö il 5 marzo. Il giorno seguente, gli svedesi furono costretti a fare un patto con i tedeschi. Secondo l'accordo, Svezia e Germania condividevano le Isole Åland. Gli svedesi controllavano la capitale Mariehamn e sui villaggi di Jomala, Geta e Finström. Entrambi furono autorizzati a utilizzare il porto di Eckerö. Fu istituito il ruolo di governatore militare finlandese e fu ricoperto dall'ufficiale di marina Hjalmar von Bonsdorff come rappresentante del Senato Bianco.
I tedeschi catturarono fino a 1 000-1 200 soldati sovietici che furono spediti a Liepāja. 250 soldati ucraini, polacchi, lettoni ed estoni dell'esercito sovietico furono posti in un campo di internamento in Svezia. Questi soldati furono poi consegnati ai tedeschi e trasportati a Sassnitz, nel nord della Germania. A Mariehamn, i tedeschi presero diverse navi da guerra russe e il piroscafo finlandese SS Baltic.
Il 10 marzo i finlandesi rossi proposero di avviare negoziati con i tedeschi sulla loro potenziale minaccia contro Turku, la capitale rossa della Finlandia sud-orientale. I tedeschi accettarono di incontrare la delegazione rossa nelle Isole Åland se avessero portato i prigionieri di guerra a Turku. Nel 1918 i russi scambiarono più di 65 000 prigionieri di guerra tedeschi feriti e invalidi attraverso la Finlandia. La delegazione rossa, incluso il filosofo socialista Georg Boldt e il leader della milizia turca, William Lundberg, insieme a 260 prigionieri di guerra, hanno attraversato il ghiaccio con una slitta trainata da cavalli. Nel 15 marzo Boldt e Lundberg si incontrarono con i tedeschi. Tuttavia, ai rossi fu detto che poiché i tedeschi erano invitati dai bianchi, non potevano discutere delle loro intenzioni. Boldt e Lundberg furono poi scortati verso la terraferma.
Alla fine di marzo, i tedeschi lanciarono una campagna nell'arcipelago di Turku per proteggere l'ala sinistra dell'imminente divisione del Mar Baltico con sbarco ad Hanko. Il piano era di raggiungere Turku dalle Isole Åland attraverso le isole di Houtskär, Korpo, Nagu e Pargas. Houtskär fu preso dai bianchi finlandesi il 25 marzo e Korpo il 28 marzo, ma i rossi fermarono le truppe tedesche nella battaglia di Nagu il 4 aprile. I tedeschi lasciarono l'arcipelago e si concentrarono sulla marcia da Hanko a Helsinki.

## Conseguenze
Il 14 marzo la Svezia ritirò la maggior parte delle truppe dalle Isole Åland, ma la nave Oscar II e una piccola unità militare rimasero fino alla fine della guerra civile finlandese. Gli ultimi svedesi si ritirarono il 26 maggio 1918. I tedeschi rimasero nelle isole Åland fino al settembre 1918. Dopo la guerra, la Svezia era ancora disposta a prendere le isole Åland e voleva risolvere la disputa nel trattato di Versailles, ma la questione non fu discussa. Un nuovo referendum si tenne nel 1919 e 9 900 dei 10 000 elettori votarono per l'annessione alla Svezia. Un anno dopo, la Gran Bretagna portò il caso alla appena fondata Società delle Nazioni. Nel giugno del 1921, le Isole Åland fu dichiarata territorio smilitarizzato e autonomo della Finlandia.